# Міністр закордонних справ Фінляндії
Список міністрів закордонних справ Фінляндії

## Міністри закордонних справ Фінляндії
1. Отто Стенрот — 1918;
2. Карл Йохан Енкель — 1918–1919;
3. Ейно Рудольф Вольдемар Голсті — 1919–1922;
4. Карл Йохан Енкель — 1922;
5. Юхо Гейккі Веннола — 1922–1924;
6. Карл Йохан Енкель — 1924;
7. Йохан Ялмар Прокопе — 1924–1925;
8. Карл Густав Ідман — 1925;
9. Еміль Нестор Сетяля — 1925–1926;
10. Каарле Вяйньо Войонмаа — 1926–1927;
11. Йохан Ялмар Прокопе — 1927–1931;
12. Аарно Юрьйо-Коскінен — 1931–1932;
13. Антті Вернер Гаксель — 1932–1936;
14. Ейно Рудольф Вольдемар Голсті — 1936–1938;
15. Каарле Вяйньо Войонмаа — 1938;
16. Юго Еліас Еркко — 1938–1939;
17. Вяйньо Таннер — 1939–1940;
18. Рольф Юган Віттінґ — 1940–1943;
19. Карл Генрік Вольтер Рамсай — 1943–1944;
20. Карл Йохан Енкель — 1944–1950;
21. Оке Генрік Ґарц — 1950–1951;
22. Сакарі Туоміоя — 1951–1952;
23. Урго Кекконен — 1952–1953;
24. Ральф Тенґрен — 1953–1954;
25. Урго Кекконен — 1954;
26. Йоганнес Віролайнен — 1954–1956;
27. Ральф Тенґрен — 1956–1957;
28. Йоганнес Віролайнен — 1957;
29. Пааво Гіннінен — 1957–1958;
30. Йоганнес Віролайнен — 1958;
31. Карл Фаґерхольм — 1958–1959;
32. Ральф Тенґрен — 1959–1961;
33. Віено Сукселяйнен — 1961;
34. Агті Карьялайнен — 1961–1962;
35. Велі Мерікоскі — 1962–1963;
36. Яакко Халлама — 1963–1964;
37. Агті Карьялайнен — 1964–1970;
38. Вяйн Олаві Лескінен — 1970–1971;
39. Олаві Йоханнес Маттіла — 1971–1972;
40. Тайсто Сорса — 1972;
41. Агті Карьялайнен — 1972–1975;
42. Олаві Йоханнес Маттіла — 1975;
43. Тайсто Сорса — 1975–1976;
44. Кейго Коргонен — 1976–1977;
45. Пааво Вяюрюнен — 1977–1982;
46. Пар Стенбок — 1982–1983;
47. Пааво Вяюрюнен — 1983–1987;
48. Тайсто Сорса — 1987–1989;
49. Пертті Паасіо — 1989–1991;
50. Мартті Агтісаарі — 1991;
51. Пааво Вяюрюнен — 1991–1993;
52. Гейккі Гаавісто — 1993–1995;
53. Пааво Рантанен — 1995;
54. Тар'я Галонен — 1995–2000;
55. Ерккі Туоміоя — 2000–2007;
56. Ілкка Канерва — 2007–2008;
57. Олександр Стубб — 2008—2011;
58. Ерккі Туоміоя — 2011—2015;
59. Тімо Сойні — 2015—2019;
60. Пекка Гаавісто — 6 червня 2019—20 червня 2023
61. Еліна Валтонен — 20 червня 2023